# プリアンプ
プリアンプとは、電気信号を扱う機器の前段（ないし入力段）に置かれるアンプのこと。前置増幅器（ぜんちぞうふくき）、ヘッドアンプとも呼ばれる。

## 目的
ごくごく微小な信号を、通常の増幅器の入力として使えるレベルまで増幅する目的の場合など、そのような入力を扱うための設計がされる。音響機器では、出力信号レベルがラインレベルに満たない機器からの信号をラインレベルまで増幅し、また必要であればインピーダンス変換も行うのが目的である。また、オーディオアンプのセパレート構成と言われるものでは、パワーアンプ側をメインアンプとするのに対し入力側をプリアンプとする。
音響機器の例としては、マイクロフォン、レコードプレーヤーのカートリッジ、エレキギターなどの出力は、信号レベル、インピーダンスともラインレベルと離れているため、プリアンプを使う。フォノイコライザーアンプのように、周波数特性の変換も目的とするものもある。そのほかトーンコントロールなど音質の調整などの機能を持つものもある。

## 機器構成
プリアンプは、回路の入力段に挟んで使用するものであるが、実際の機器としてメインの機材と独立している必要は必ずしもない。
実際に、同一筐体内、同一基板上に実装されるケースも多い。
このような場合でも、回路構成上明らかに独立したブロックとして設計されるならば、それはプリアンプである。

## 種類

### オーディオ用

#### マイクアンプ
マイクは一般に小信号の信号源であるので扱いやすいレベルに増幅するためのプリアンプを使用する。
このプリアンプを一般にマイクアンプと呼ぶ。
マイク用に市販されている単体のプリアンプでは、単に信号レベルとインピーダンス変換のみを目的にするにとどまらず、マイクを入力源とすることにあわせたさまざまな機能を持つものが少なくない。
マイクアンプに搭載されることが多い機能としては、会議用と音楽用などで異なるが、イコライザー、コンプレッサー、ディエッサー、エキサイター、ノイズゲートなどがある。
また、真空管を用いたアンプは、高調波歪やクリップ特性などによって独特の音質を持つため、半導体アンプであっても真空管をエミュレートする機能が付加されているものも有る。
このほか、マイクアンプの機能として、ファンタム（ファントム）電源を内蔵した物も多い。
これは、コンデンサマイクが必要とする電力を供給するための電源である。
コンデンサマイクのもともとの出力は、極端にハイインピーダンスであるためそのままケーブルで伝送するには適さない。
そこで、市販のコンデンサーマイクには必ず小規模なプリアンプが内蔵されている。
この内蔵プリアンプに対して電力を供給する方法としては、電池を内蔵するなどの方法もあるが現在スタジオ向けなど業務用マイクで主流になっているのは、マイクケーブルを通して電力を供給する方式で、その電源をファンタム（ファントム）電源という。多くのマイクアンプはこのための電源を内蔵している。
真空管を用いたマイクアンプなどでは、ギターアンプとしても使えるものがある。

#### フォノイコライザーアンプ
レコードプレーヤーのフォノカートリッジの出力を増幅する目的のプリアンプ（フォノアンプ）は、同時にイコライザーアンプの機能も持たされる（フォノイコライザーアンプ）。
レコードに録音される音声信号はあらかじめ低音域を落とした上で記録されている。これを、再生するとき元に戻すのが、イコライザーアンプの役割である。

#### コントロールアンプ
音響機器で単にプリアンプと呼ぶのはこれである。スピーカーを駆動するパワーアンプ（プリアンプとの対置ではメインアンプと呼ぶ）の前段に置き、音量のコントロール、トーンコントロール（イコライジング）、入力切替および録音機器へのルーティング等を行う。前述のフォノイコライザーアンプを内蔵するものもあり、レコード再生が一般的であった時代にはむしろフォノイコライザーアンプの機能こそがメインであったと考えられる。パワーアンプまで内蔵したものを「プリメインアンプ」と呼ぶ。

### 無線受信用
無線受信機（トランシーバー、テレビ受像機やラジオ受信機も含む。以下「受信機」）において、アンテナと受信機の間に接続して使用する低雑音増幅器(LNAとも呼ばれる)のことで、受信系全体での雑音指数を改善するために使用される。
無線通信用やラジオ放送でも特に海外放送を受信する用途ではプリアンプ、一般的なテレビ放送やラジオ放送受信用では受信ブースターと呼ばれる傾向がある。